# Zhoukoudian
Zhoukoudian er et hulesystem i Beijing i Kina, hvor der er gjort mange arkæologiske opdagelser: Det første eksemplar af Homo erectus, kaldet for Pekingmennesket samt knogler fra den store forhistoriske hyæne Pachycrocuta brevirostris. Området er af UNESCO udpeget til verdensarvsområde
Eksperterne har forskellige bud på hvornår Pekingmennesket levede i hulerne: for 700.000 til 200.000 år siden, fra 670.000 til 470.000 år siden og tidligst for 530.000 år siden.